# Sitophilus
Sitophilus es un gènere de coleòpters polífags de la família dels drioftòrids.

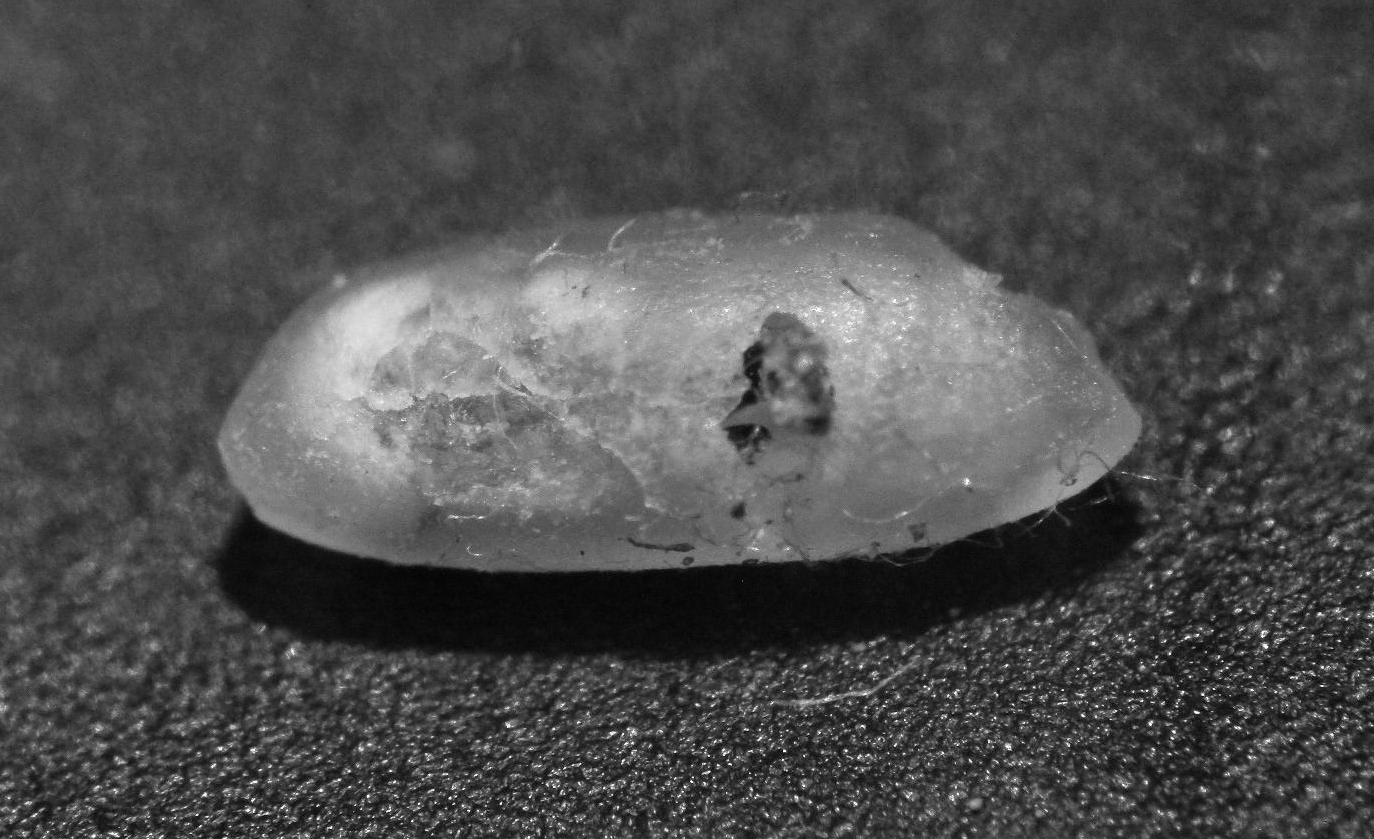
Un adult del corc de l'arròs (S. oryzae) en sortir d'un gra d'arròs

 El nom científic es compon del grec σιτος, sitos = gra i φιλος, philos = aficionat, el que resumeix una de les propietats caràcterístiques del gènere: les femelles ponen els ous dins una cariopsi de cereals, de pseudocereals, de faves o altres llavors com les glans. Els corcs es nodreixen del contingut del gra o del llavor i utilitzen el capoll o clafoll per fer la pupa. En conseqüència, l'imago adult mai no és més gran que l'hoste.
El 1993, hi ha unes catorze espècies conegudes. Els més comuns i més temuts en l'agricultura són el corc del blat (S. granarius), corc de l'arròs (S. oryzae Corc de l'arròs) i corc del blat de moro (S. zeamais) que poden causar danys considerables als cereals emmagatzemats in condicions higièniques deficients.